# Escuela de Ciencias de la Educación
La Escuela de Ciencias de la Educación (ECE), es una institución de financiamiento público fundada en 1976,  dedicada a la formación y actualización de docentes. Está ubicada en la ciudad de Monterrey,  siendo una dependencia administrativa de la Secretaría de Educación del Gobierno del Estado de Nuevo León.

## Semblanza
La Escuela de Ciencias de la Educación nace de una idea postulada en el X Congreso Nacional Ordinario del Sindicato Nacional de Trabajadores de la Educación (SNTE), celebrado en Baja California (1974), donde se veía la necesidad de que los profesores de primaria en servicio, tuvieran acceso a una formación al nivel de licenciatura. Este mismo acuerdo ayudaría a constituir no solo esta institución, sino también a la Universidad Pedagógica Nacional. 
Antiguamente, la formación del profesorado en México, era de nivel 4 de la Clasificación Internacional Normalizada (ISCED), es decir, no era un estudio de licenciatura, si no una habilitación técnica.  Los diplomas que se expedían se denominaban: Profesor/a de Educación  Preescolar o Primaria, según el caso, o de Maestro de Educación Media con acentuación en alguna asignatura, en el caso de la preparación de los docentes de secundaria. Cabe aclarar que el diploma de Maestro de Educación Media, no es equivalente a una maestría, era un curso de 4 años posterior al de Profesorado de Educación Preescolar o Primaria.
En Nuevo León, la Sección 50 del referido sindicato magisterial, solicitó a la entonces Secretaría de Servicios Sociales y Culturales del Estado, la creación de la Escuela de Ciencias de la Educación. Ésta surge dependiendo del Departamento de Educación Abierta en enero de 1975, recibiendo el reconocimiento de validez oficial el 14 de julio de 1976, mismo que fue otorgado por el Poder Ejecutivo del Gobierno de Nuevo León que entonces encabezaba el Dr. Pedro G. Zorrilla Martínez, para impartir así la Licenciatura en Ciencias de la Educación para maestros en servicio.
Con esto, dieron cumplimiento prácticamente un año después, al acuerdo del congreso sindical referido, anticipándose tres años a la propia creación de la UPN, que fue decretada por el presidente López Portillo, según el Diario Oficial de la Federación, el 29 de agosto de 1978.
La institución inició actividades en diversas sedes, escuelas primarias y secundarias de Nuevo León, hasta que se instaló en el edificio de la Escuela Primaria "Edmundo de Amicis" en el centro de Monterrey, trasladándose en 1999 al edificio que ocupa actualmente, en el cruce de Serafín Peña y Aramberri, en Monterrey, que pertenece a la Escuela Primaria "Joaquín Fernández de Lizardi".
Además de la citada licenciatura, el Gobierno del Estado, le otorgó autorización para impartir estudios de Maestría, misma que se publicó en el Periódico Oficial del Estado, el 27 de octubre de 1986, dando espacio al nacimiento de la División de Estudios de Posgrado de la Escuela de Ciencias de la Educación, conocida también como DEPECE.
En su natural evolución, y para atender la demanda estudiantil la DEPECE empieza a impartir un programa doctoral en educación, mismo que fue autorizado por el Poder Ejecutivo de Nuevo León, el 15 de enero de 2010.

## Programas Ofertados
La Escuela de Ciencias de la Educación, oferta programas para la formación y actualización de los docentes, vía presencial o mixta, en las siguientes especialidades:
- Licenciatura en Ciencias de la Educación
- Maestría en Psicopedagogía
- Maestría en Administración Educativa
- Doctorado en Educación con acentuación en Comunicación y Tecnología Educativa

## Directores
Los diversos titulares de la Escuela de Ciencias de la Educación, de su fundación a la fecha han sido:
| Años        | Titular                                  |
| ----------- | ---------------------------------------- |
| 1975-77     | Profr. Gonzalo Guzmán Sosa               |
| 1977-78     | Profra. Dalila Gutiérrez                 |
| 1978-80     | Profr.Ricardo Escobedo                   |
| 1980-85     | Profr. Oscar Pérez                       |
| 1985-91     | Profra. Argelia García                   |
| 1991-98     | Dr. Manuel G. Muñiz                      |
| 1998-00     | Mtro. Arnoldo Leal Cordero               |
| 2000-04     | Mtra. Alma E. Merla Gzz.                 |
| 2004-15     | Mtro. Domingo Castillo Moncada           |
| 2015-22     | Dr. Octavio Garza Adame                  |
| 2022-actual | Mtra. Norma Ileana Diez de Sollano Núñez |

## Publicaciones
La Escuela de Ciencias de la Educación publica una revista digital y ha editado diversos libros, algunos de los cuales se mencionan enseguida:
- Revista ECE Digital Indexada en Latindex.
- Vidales - Elizondo (2006) Catálogo de Tesis de Posgrado de la ECE. Monterrey: CAEIP.
- Leal Cordero, Basave, Et. Al. (1999) Filosofía y Educación. Monterrey: ECE.
- Rivera Gurrola (2005). Poesía, cantos y relatos. Monterrey: ECE´
- Santos, L.H. (2010) Educación y Filosofía del Lenguaje. Monterrey: ECE.